# Benito Fernández Llamazares
Benito Fernández Llamazares (12 de marzo de 1972, Alles, Asturias) es un jugador de bolo palma, que juega en la Peña Bolística Casa Sampedro. Es octocampeón del campeonato regional de Asturias.

## Palmarés
- 6 veces Campeón de Asturias de Bolos (2006, 2007,[1] 2008, 2009, 2010, 2011[2])
- Campeón de la Copa Cantabria (1994)
- Campeón de España de Bolos Juvenil (1990)
- Subcampeón de España de Bolos Infantil (1986)

## Trayectoria
- Cuera (1988-1993)
- Paraíso del Pas (1993-1999)
- Hotel Chiqui (1999-2000)
- Casa Sampedro (2000-presente)